# Honoré Rakotomanana
Honoré Rakotomanana is een Malagassisch jurist en politicus. Hij was secretaris-generaal van het Ministerie van Justitie en werkte een groot aantal jaren als rechter in zijn land. Van 1995 tot 1997 was hij de eerste plaatsvervangend hoofdaanklager van het Rwanda-tribunaal. Vervolgens speelde hij vanaf 2001 nog een rol in de politiek als senaatsvoorzitter.

## Levensloop
Rakotomanana klom op tot hij rond het begin van de jaren tachtig secretaris-generaal van het Ministerie van Justitie was. Daarna werkte een groot aantal jaren als rechter in zijn land.
Vanaf maart 1995 was hij plaatsvervangend openbaar aanklager van het Rwanda-tribunaal in de nevenvestiging in Kigali, Rwanda; de hoofdvestiging staat in Arusha in Tanzania. Omdat de hoofdaanklager Richard Goldstone zich in Den Haag bevond, had hij in Kigali feitelijk de leiding over de dagelijkse gang van zaken. Tijdens zijn ambt drong het bureau van de aanklager (OTP) er vanuit Den Haag op aan dat hij zich vooral op de 'grote vissen' moest richten. Nadat hij op de oude weg door was blijven gaan, werd er naar aanleiding van een vernietigend rapport druk op hem uitgeoefend om af te treden, waar hij in februari 1997 gevolg aan gaf. Op grond van hetzelfde rapport stapte die maand ook hoofdgriffier Andronico Adede op vanwege mismanagement.
Daarna was hij president van het constitutionele hof in eigen land. Hij werd ook politiek actief en werd in 2001 gekozen tot de eerste senaatsvoorzitter sinds de senaat van Madagascar in 1972 door president Didier Ratsiraka was opgeheven. Hij is lid van de politieke partij Action pour la Renaissance de Madagascar. 